# Nigerias flagga
Nigerias flagga består av tre lika stora stående fält i färgerna grönt, vitt och grönt. Flaggan antogs av Nigeria inför självständigheten den 1 oktober 1960 och har proportionerna 1:2.

## Symbolik
Den gröna färgen står för jordbruket, vitt för fred och enighet. Handelsflaggans utformning anknyter till den gamla kolonialmakten Storbritanniens handelsflagga, Red Ensign.

## Färger
| Färgschema   | Grön        | Grön        | Vit | Vit               |
| ------------ | ----------- | ----------- | --- | ----------------- |
| RAL          |             |             |     | 9003 Signal white |
| CMYK         | 100.0.39.47 | 0.0.0.0     |     |                   |
| Hexadecimals | #008753     | #FFFFFF     |     |                   |
| Decimals     | 0,135,83    | 255,255,255 |     |                   |

## Historik
Flaggan skapades efter en tävling 1959. Av de 2 870 inlämnade förslagen utsågs ett förslag från ingenjörsstudenten Michael Taiwo Akinkumi från Ibadan. I hans ursprungliga version fanns en röd sol i det vita fältet, som togs bort när flaggan blev officiell nationsflagga. Den hissades för första gången på självständighetsdagen 1960.

### Tidigare flaggor

Den brittiska kolonin Nigerias flagga